# Trappistinnenkloster Klaarland
Das Trappistinnenkloster Klaarland ist seit 1970 ein Kloster der Trappistinnen in Bocholt, Provinz Limburg, in Belgien.

## Geschichte
Die belgische Trappistinnenabtei Nazareth gründete mit reformerischen Absichten 1970 in Kiewit, einem Ortsteil von Hasselt, ein Nonnenkloster, das 1975 an seinen endgültigen Standort Lozen, Ortsteil von Bocholt, wechselte, wo es sich unmittelbar an der Grenze zu den Niederlanden (Richtung Weert) befindet (Vosheuvelstraat, 39). Es nannte sich dort „Unsere Liebe Frau von Klaarland“ (in Anlehnung an das ehemalige niederländische Kloster Klaarkamp, klaar = klar, hell). 1981 wurde das Kloster zum Priorat erhoben. Die rasche Zunahme des Konvents machten in den Jahren 2004 bis 2011 umfangreiche Bauarbeiten notwendig. Die Statistik der Trappisten wies 2018 siebzehn Klostermitglieder aus.
Oberinnen:
- 1970–1993: Michaël Fornoville
- 1993–2011: Trees Goetghebeur (* 1953, Tochter des Abgeordneten Karel Goetghebeur, 1889–1973, Schwester von Anselmus Jan Goetghebeur, * 1925, Abt der Abtei Affligem).
- 2011–2023: Rebekka Willekes (* 1967)